# 세키네 시노부
세키네 시노부(일본어: 関根 忍, 1943년 9월 20일~2018년 12월 18일)는 일본의 유도 선수로 1972년 하계 올림픽 미들급에서 금메달을 획득했다.

## 경력
이바라키현 오아라이정에서 태어났다. 주오 대학을 졸업하고 일본 경시청 유도단에 입단했다. 그는 같은 이바라키현 출신의 라이벌 오카노 이사오가 도쿄에서 열린 1964년 하계 올림픽에서 우승한 것을 본 후, 자신도 올림픽에 참가하기로 마음을 먹었다고 전한다. 이후 1966년에 필리핀 마닐라에서 열린 1966년 아시아 선수권 대회에서 미들급에서 우승을 했고, 무제한급에서는 3위에 올랐다.
그러나 멕시코시티에서 열리는 1968년 하계 올림픽에 유도가 공식 종목으로 포함되지 않았으며, 28세 때인 뮌헨에서 열리는 1972년 하계 올림픽에서 그 꿈을 이룰 수 있었다. 그는 토너먼트 5번째 라운드에서 대한민국의 오승립에게 패했으나, 무난하게 결승 라운드로 진출했고 결승 라운드에서 오승립과 두 번째로 맞붙었다. 경기의 대부분을 수비 위주로 진행했으나, 몇 초가 남으면서 매트에 상대를 넘어뜨리는 기술을 시도하였다. 네덜란드 출신 주심이 그에게 판정승을 내렸다.
올림픽 금메달을 획득한 후 현역에서 은퇴하여 일본 유도 연맹의 코치 겸 이사를 지내고 1996년 하계 올림픽에서 유도 경기 심판을 맡았다. 또한 경시청과 헤이세이 국제 대학 유도 강사로 활동했다.

## 같이 보기
- 올림픽 유도 메달리스트 목록